# ساجد خان
ساجد خان (انگلیسی: Sajid Khan; ۲۸ دسامبر ۱۹۵۱ – ۲۲ دسامبر ۲۰۲۳) یک هنرپیشه اهل هند بود. وی بین سال‌های ۱۹۵۷ تا ۲۰۰۱ میلادی فعالیت می‌کرد.
از مهم‌ترین فیلم‌های وی می‌توان به مایا، مادر هند و سریال تلویزیونی مایا اشاره نمود. او همچنین در فیلم با من ازدواج می‌کنی؟ هم بازی کرده‌است.